# (7525) Kiyohira
(7525) Kiyohira (1992 YE) – planetoida z pasa głównego asteroid okrążająca Słońce w ciągu 3,48 lat w średniej odległości 2,29 j.a. Odkryta 18 grudnia 1992 roku.